# NGC 708
NGC 708 este o galaxie eliptică situată în constelația Andromeda. A fost descoperită în 21 septembrie 1786 de către William Herschel. Se află la o distanță de 71,12 de megaparseci de Pământ.